# Aleksandr Kuroczkin
Aleksandr Kuroczkin, ros. Александр Курочкин (ur. 23 lipca 1961) – kazachski lekkoatleta specjalizujący się w długich biegach sprinterskich. W czasie swojej kariery reprezentował Związek Socjalistycznych Republik Radzieckich.
W 1984 r. wystąpił podczas rozegranych w Moskwie zawodów "Przyjaźń-84", zajmując I miejsce w sztafecie 4 x 400 metrów oraz III miejsce w biegu na 400 metrów. Największy sukces na arenie międzynarodowej odniósł w 1986 r. w Stuttgarcie, zdobywając brązowy medal mistrzostw Europy w biegu sztafetowym 4 x 400 metrów (wspólnie z Władimirem Prosinem, Władimirem Kryłowem i Arkadijem Korniłowem). W 1986 r. zajął I miejsce w biegu sztafetowym 4 x 400 metrów oraz V miejsce w biegu na 400 metrów podczas Igrzysk Dobrej Woli w Moskwie. W 1987 r. startował w finale biegu sztafetowego 4 x 400 metrów podczas mistrzostw świata w Rzymie, jednak drużyna radziecka została w tym biegu zdyskwalifikowana. 
Trzykrotnie zdobył złote medale mistrzostw Związku Radzieckiego w biegu na 400 metrów, w latach 1986, 1987 oraz 1988.
Rekord życiowy w biegu na 400 metrów: 45,52 – Moskwa 17/08/1984 (rekord Kazachstanu)